# Tasya Teles
Tasya Teles (Toronto, 1º febbraio 1985) è un'attrice canadese.
È nota per il suo ruolo di Echo nella serie televisiva The 100. Ha inoltre partecipato alla serie televisiva Prison Break, oltre ad aver interpretato il ruolo di Kendra in Rogue e di Daniella in Intruders.

## Biografia
Nata a Toronto, Tasya si è trasferita a Vancouver da bambina e ha frequentato l'Università Concordia a Montréal, in Canada. Originariamente studiava commercio all'università, ma presto si innamorò del teatro. Passò alcuni anni a New York e a Montréal cercando di fare da modella, ma alla fine tornò a Vancouver, dove vive attualmente, per seguire il suo amore per il teatro e per il cinema.

## Carriera
Teles ha avuto un ruolo ricorrente nella serie televisiva Rogue ed appare regolarmente nella serie The 100 nel ruolo di Echo. È apparsa inoltre nelle serie televisive Continuum, Le streghe dell'East End, Rush, Intruders, Supernatural e iZombie. Teles è stata anche protagonista della commedia Grumpy Cat's Worst Christmas Ever, oltre ad aver avuto dei ruoli principali nel film Damaged, al fianco di Chris Klein, e nel film Autumn Dreams, al fianco di Jill Wagner e Colin Egglesfield. Ha partecipato a diversi film indipendenti, tra i quali Leila, Regret, Magdalena, Eat Me e Skin Trade con ruoli da protagonista. Presta inoltre la voce al personaggio di Sitara nel videogioco Watch Dogs 2.

## Filmografia

### Cinema
- Riflessi di paura (2013)
- Videoblog di un vampiro (2013)
- Skin Trade - Merce umana (2014)
- The Perfect Pickup (2016)
- Thirty-Seventeen (2016)
- The Perfect Pickup (2017)

### Televisione
- ER: Storie incredibili (2013)
- Package Deal (2014)
- Continuum – serie TV (2014)
- Le streghe dell'East End (2014)
- Rogue – serie TV (2014)
- Rush – serie TV (2014)
- Bella, pazza e impossibile (Damaged), regia di Rick Bota – film TV (2014)
- Intruders – serie TV (2014)
- Grumpy Cat's Worst Christmas Ever (2014)
- The Christmas Secret (2014)
- iZombie (2015-2018)
- Supernatural – serie TV (2015)
- L'amore non divorzia mai (2015)
- The 100 – serie TV, 45 episodi (2015-2020)
- Prison Break (2017)
- Travelers (2017)
- Legacies - serie TV, 4x18 (2022)

### Videogiochi
- 2016 – Watch Dogs 2[3]
- 2018 – Far Cry 5

## Doppiatrici italiane
Nelle versioni in italiano delle opere in cui ha recitato, Tasya Teles è stata doppiata da:
- Eleonora Reti in Bella, pazza e impossibile
- Myriam Catania in Legacies
- Cristina Poccardi in The 100
- Emanuela Baroni in Prison Break
- Alessandra Cassioli in Travelers

Da doppiatrice è stata sostituita da:
- Chiara Francese in Watch Dogs 2
- Beatrice Caggiula in Far Cry 5